# La Yarada-Los Palos (distrito)

La Yarada-Los Palos é um distrito do Peru, departamento de Tacna, localizada na província de Tacna.

## História
O então Presidente da República, Ollanta Humala, baixou o decreto de 7 de novembro de 2015, crea o distrito da La Yarada-Los Palos.

## Transporte
O distrito de La Yarada-Los Palos é servido pela seguinte rodovia:
- PE-1SD, que liga o distrito de Samuel Pastor (Região de Arequipa) à cidade de Tacna (Região de Tacna) [1][2][3]